# U tří můstků
U tří můstků je přírodní památka v okrese Český Krumlov. Nachází se v Novohradských horách, v širokém údolí Pohořského potoka na severovýchodním úpatí Jiřické hory, dva kilometry severozápadně od Pohoří na Šumavě. Je součástí Evropsky významné lokality Pohoří na Šumavě a Ptačí oblasti a Přírodního parku Novohradské hory.
Předmětem ochrany jsou komplexy rašelinných a podmáčených smrčin, jedno z nejbohatších nalezišť vzácné kýchavice bílé pravé v Novohradských horách. Ložisko rašeliny je až 1,5 m mocné, je syceno vodou z četných podsvahových pramenišť na jižním okraji a nachází se na podloží tvořeném středně zrnitou porfyrickou biotitickou žulou moldanubického plutonu weinsberského typu.

## Flóra
Ve stromovém patru zcela převládá smrk ztepilý, s nepatrnou příměsí břízy karpatské, borovice lesní a jeřábu ptačího. V bylinném podrostu se vyskytují třtina chloupkatá, bika lesní, plavuň pučivá, violka bahenní, dřípatka horská, podbělice alpská, v rašelinných smrčinách suchopýr pochvatý, klikva bahenní, vlochyně bahenní, černýš luční, ostřice zobánkatá, ostřice chudokvětá, velmi vzácně i kyhanka sivolistá. V mechovém patru podmáčených smrčin převládá rašeliník Girgensohnův a hojně se vyskytují játrovky rohozec trojlaločný, kryjnice Meylanova, kryjnice Neesova a křepenka prostřední, bohatě vyvinuté mechové patro rašelinných smrčin tvoří zejména rašeliník křivolistý, rašeliník prostřední, rašeliník člunkolistý.